# Insight (canção)
"Insight" é uma canção da cantora e compositora brasileira Jaloo, gravada para o extended play (EP) de mesmo título (2014). Foi lançada como primeiro single do trabalho em 26 de novembro de 2014.

## Composição
A faixa foi composta e produzida pela própria Jaloo, sendo focada na indietronica. A canção traz como temática principal o retorno de uma paixão sem limites, porém que é interrompido quando o personagem principal percebe que aquilo não levaria a nada novamente, utilizando como termo o insight, ou seja, a intuição e a clareza súbita sobre algo que aconteceu e não deve se repetir por ser negativo. Durante entrevista para a Rolling Stone Brasil, a cantora explicou que copos a faixa em poucos minutos, exceto pelo refrão, que ficou vago por dias até surgir a ideia do insight: "Ela saiu muito rápido, foi como um vômito mesmo. A música saiu inteira e incompleta. Digo isso pelo fato do refrão não ter saído na hora. E depois, quando veio essa parte da canção, ela fala sobre o esquecimento, e sobre não ter o pedaço que falta". Durante entrevista para a MTV Brasil, a artista explicou que a faixa era autoral: "Foi pra alguém que ainda está na minha vida, mas não do jeito que deveria estar".

## Recepção da crítica
"Insight" recebeu avaliações positivas dos críticos de música. Camila Alam, do portal Red Bull Música, disse que mesmo a canção sendo assinada por uma gravadora pela primeira vez na carreira da artista, ela não deixou de lado o "gostoso clima caseiro das suas produções". Mauro Ferreira, do portal Notas Musicais, declarou que moderna e mostrava que a artista tinha poder para competir no circuito comercial, não só na cena alternativa.

## Videoclipe
O videoclipe de "Insight" foi gravado em maio de 2015 sob a direção da própria Jaloo, tendo a previsão de lançamento para novembro daquele ano. O vídeo, no entanto, foi lançado oficialmente em 14 de agosto, trazendo como pano de fundo a cidade de São Paulo.

## Histórico de lançamento
| Região | Data                   | Formato(s) |
| ------ | ---------------------- | ---------- |
| Brasil | 26 de novembro de 2014 | Skol Music |

## Versão de Luiza Possi
"Insight" é uma canção regravada pela cantora e compositora brasileira Luiza Possi. A canção foi gravada para o sexto álbum de estúdio da cantora intitulado LP, e lançada como single no dia 29 de janeiro de 2016.

### Videoclipe
O videoclipe foi lançado em 29 de janeiro de 2016 no canal da cantora no Youtube, tendo a direção de Thiago Teitelroit. No vídeo, passado na década de 1920 em um cabaré, Luiza interpreta um homem triste e perdido em suas emoções, que encontra várias drag queens coristas do local, que passam a seduzi-lo e tentam despertar seu lado feminino, sendo que no final o rapaz finalmente se descobre como uma drag também e passa a ser feliz consigo mesmo.
O vídeo foi lançado no Dia Nacional da Visibilidade Transexual como homenagem ao movimento LGBT e traz a participação das drag queens Pabllo Vittar, Chloe Van Damme, Ravena Creole, Aurora Borealis e Nathasha Fierce.

### Lista de faixas
| Download digital |           |                |         |  |
| N.º              | Título    | Compositor(es) | Duração |  |
| 1.               | "Insight" | Jaloo          | 3:34    |  |

### Histórico de lançamento
| Região | Data                  | Formato(s)       |
| ------ | --------------------- | ---------------- |
| Brasil | 29 de janeiro de 2016 | Download digital |